# Síndrome de Seckel
A Síndrome de Seckel, ou nanismo microcefálico primordial (também conhecido como nanismo da cabeça de pássaro, síndrome de Harper, nanismo de Virchow-Seckel) é um distúrbio congênito extremamente raro. A herança é autossômica recessiva. É caracterizada por retardo de crescimento intrauterino e nanismo pós-natal com uma cabeça pequena, rosto estreito em forma de pássaro com nariz em forma de bico, olhos grandes com fissuras palpebrais inclinadas para baixo, mandíbula recuada e deficiência intelectual.
Um modelo com camundongo foi desenvolvido. Este modelo de camundongo é caracterizado por uma deficiência severa da proteína ATR. Esses ratos sofrem altos níveis de estresse replicativo e danos ao DNA. Camundongos adultos com Seckel apresentam envelhecimento acelerado. Essas descobertas são consistentes com a teoria do envelhecimento do dano ao DNA.

## Sintomas
- deficiência intelectual (mais da metade dos pacientes tem um QI abaixo de 50)
- microcefalia
- às vezes, pancitopenia (baixa contagem de sangue)
- Criptorquia
- baixo peso de nascimento
- luxações da pelve e cotovelo
- olhos excepcionalmente grandes
- orelhas baixas
- queixo pequeno

## Genética
Acredita-se que seja causada por defeitos de genes nos cromossomos 3 e 18. Uma forma de síndrome de Seckel pode ser causada por mutação no gene que codifica a ataxia telangiectasia e a proteína relacionada ao Rad3 (ATR) que mapeia para o cromossomo 3q22.1-q24. Este gene é central na resposta ao dano ao DNA da célula e no mecanismo de reparo.

## História
A síndrome foi nomeada em homenagem ao médico germano-americano Helmut Paul George Seckel [5] (1900–1960). O sinônimo de síndrome de Harper foi nomeado após Rita G. Harper.